# La Chute des aigles (film)
Pour les articles homonymes, voir La Chute des aigles.
Pour plus de détails, voir Fiche technique et Distribution.
La Chute des aigles est un film de guerre franco-allemand coécrit et réalisé par Jesús Franco, sorti en 1989.

## Synopsis
Au début de la Seconde Guerre mondiale, en 1939 à Berlin, le riche banquier Walter Strauss, plébiscité par le Troisième Reich, organise une réception pour l'anniversaire de sa fille unique Lilian. Séduite par l'officier allemand Peter Froelich, un partisan du nazisme, et Karl, un musicien et compositeur anti-nazi, Lilian choisit le second, leur amour de la musique étant plus fort que la haine de l'artiste envers l'idéologie du parti au pouvoir. Alors qu'il lui offre une chanson lors de sa fête, des officiers nazis annoncent à l'assistance que les Français et les Britanniques ont déclaré la guerre à l'Allemagne nazie. 
Le conflit éclate et sépare le trio amoureux. Mobilisé sur le front d'Afrique du Nord, Peter n'a d'autre choix que de s'engager tandis que Lilian, sans nouvelles de lui ni de Karl, participe à l'effort de guerre en chantant dans les boîtes de nuit pour remonter le moral des soldats. Puis elle s'engage dans les auxiliaires féminines à destination du front de l'Est. Mais son train est bombardé et pris dans une embuscade. 
Elle survit puis elle tombe amoureuse d'un chanteur russe résistant et rencontre un soldat nazi secrètement homosexuel mais ils sont tous les deux tués. Dans un hôpital, elle revoit Peter sur son lit de mort et ce dernier lui demande de l'épouser. Avant qu'il ne meurt, elle lui donne un dernier baiser. Alors que la guerre se termine par la défaite d'Hitler et de l'Allemagne nazie, elle retrouve Karl mais il est aussitôt fusillé par les Américains. 
Seule, Lilian chante dans un pub pour les Alliés alors que son père est ruiné à cause de la fin du nazisme.

## Fiche technique
- Titre anglais : Fall of the Eagles
- Titre français : La Chute des aigles
- Réalisation : Jesús Franco (crédité comme Jess Franco)
- Scénario :  Jesús Franco (crédité comme Jess Franco) et Georges Friedland, d'après une histoire de Jesús Franco (crédité comme David Kuhne)
- Montage : Jesús Franco (crédité comme J.P. Johnson)
- Musique : Daniel White (crédité comme Daniel J. White)
- Photographie : Jean-Jacques Bouhon (crédité comme J.J. Bouhon)
- Production : Daniel Lesoeur
- Société de production et distribution : Eurociné
- Pays de production :  France,  Allemagne
- Languess originales : anglais, allemand, français
- Format : couleur
- Genre : guerre
- Durée : 85 minutes
- Dates de sortie :
  - France : 18 mai 1989

## Distribution
- Alexandra Ehrlich (créditée comme Alexandra Erlich) : Lilian Strauss
- Mark Hamill : Peter Froehlich
- Ramon Estevez (crédité comme Ramon Sheen) : Karl Holbach
- Christopher Lee : Walter Strauss
- Daniel Grimm (crédité comme Harrison Grimm) : Anton
- Carole Keeper : Johanna Menz
- Craig Hill : Major Holbach
- Teresa Gimpera : Lena
- Teri Vallee : Rosa
- Carlos Quiroga : Dimitri
- Laurence Lamaire : Ingrid
- Robert Ground : le chef de la Gestapo
- Antonio Mayans (crédité comme Antony Mayans) : Hans Gruningen
- Jacques Potin : Rudy
- Steph Angelier : Otto Hemming
- Pierre Cheremetieff (crédité comme Peter Cheremetieff) : un officier du désert
- Yann Deschelles : un soldat américain
- Christine Ronsin une infirmière
- Daniel White : le pianiste (non crédité)